# Callicore maronensis
Espèce
Callicore maronensis est une espèce de lépidoptères (papillons) de la famille des Nymphalidae et de la sous-famille des Biblidinae et du genre Callicore.

## Dénomination
Callicore maronensis a été décrit par Charles Oberthür en 1916 sous le nom initial de Catagramma maronensis.
Synonyme ; Catagramma polypygas Kaye, 1916(décrit en Guyane); Catagramma cruenta Forbes, 1942 (décrit au Venezuela).

### Sous-espèces
- Callicore maronensis cruenta présent au Venezuela[2].

## Description
Callicore maronensis est un papillon au bord externe des ailes antérieures et surtout postérieures festonné. Le dessus des ailes est marron avec aux ailes antérieures une très grande flaque rouge allant du bord interne jusqu'à presque toucher le bord costal.
Le revers des ailes antérieures la même flaque rouge que le dessus et une double bande soulignant l'apex. Le revers des ailes postérieures est marron orné d'une ligne en volute ocre doré et en sont centre quatre ocelles blancs cernés de bleu.

## Écologie et distribution
Callicore maronensis est présent au Venezuela, en Guyana et en Guyane.

### Protection
Pas de statut de protection particulier.